# BSA Ten
De BSA Ten was een lichte automobiel die van 1932 tot 1936 voor BSA werd gebouwd door dochteronderneming Daimler in Coventry. De auto werd al in oktober 1932 aangekondigd, maar de eerste leveringen vonden pas in februari 1933 plaats.

## Voorgeschiedenis
BSA was van oorsprong een wapenfabriek, opgericht door veertien wapensmeden die tijdens de Krimoorlog volop werk hadden gehad, maar daarna niet meer. Het Britse Ministerie van Oorlog richtte staatsbedrijven op die met Amerikaanse machines wapens gingen produceren. De  Birmingham Small Arms Trade Association begon dus met de productie van fietsen en aan het begin van de 20e eeuw ging men ook framedelen leveren waardoor een fiets kon worden voorzien van een inbouwmotor, vooral van het Belgische Minerva. Van een eigen productie van motorfietsen, waardoor het merk uiteindelijk beroemd zou worden, was nog geen sprake. Rond 1905 leek de wapenproductie een nieuwe kans te krijgen, toen BSA de Royal Small Arms Factory in Sparkbrook van de Britse staat kon overnemen. Het War Office probeerde een kwart van de productie van Lee Enfield-geweren aan deze fabriek te geven, maar kwam die belofte niet na. Men besloot daarop te beginnen met de productie van auto's om de fabriek in Sparkbrook draaiende te houden. BSA Cycle Co, opgericht voor de fietsproductie, werd verantwoordelijk voor de autoproductie en begon in 1907 met de productie van auto's. Om kennis én motoren te verkrijgen werd in 1910 Daimler in Coventry overgenomen. Vanaf dat moment kwamen de carrosseriën uit Sparkbrook en werden de auto's bij Daimler geassembleerd. De verkopen verliepen niet goed en toen de Eerste Wereldoorlog de productie tot stilstand bracht overleefde BSA met de levering van Lewis Guns, granaten en motorfietsen. Van 1921 tot 1926 werden opnieuw auto's geproduceerd, maar opnieuw ging het niet goed: in vier jaar tijd werden ongeveer 1.000 auto's gemaakt. Vooral de concurrentie van de goedkopere Austin Seven deed BSA de das om. 

### BSA driewielers
Eind jaren twintig ging het niet goed met de Britse industrie. Men had net de algemene staking van 1926 achter de rug en er kwam steeds meer vraag naar goedkope vervoermiddelen. Voor de motorrijders kon BSA daar wel aan voldoen, met modellen van 150- tot 1000 cc, die ook als zijspantrekker voldeden. Men zag echter ook markt voor kleine auto's en daarom verscheen in 1929 een BSA-driewieler met twee voorwielen, voorwielaandrijving en een 1000cc-V-twin-motor. Na de beurskrach van 1929 werd de markt voor kleine auto's nog belangrijker en BSA kocht autofabrikant Lanchester in Birmingham op. Via badge-engineering kon men nu ook Lanchester-auto's onder de BSA-naam verkopen.

## BSA Ten
De Lanchester 10 diende als basis voor de BSA Ten. De Lanchester was een luxe-auto, maar de BSA Ten werd veel goedkoper uitgevoerd met een kleinere motor uit eigen fabriek en de productie vond niet bij Lanchester maar bij Daimler plaats. De auto had een viercilinderzijklepmotor met thermosifonkoeling. De krukas draaide in twee grote lagers en de nokkenas werd door een nokkenasketting aangedreven. De elektrische installatie was 12 volt. De aandrijving verliep via een vloeistofkoppeling en een automatische versnellingsbak en een cardanas naar de achterwielen. De auto had een X-chassis waaraan de eeheid motor-koppeling-versnellingsbak op vier punten in rubbers was gemonteerd. De wielophanging werd verzorgd door halfelliptische bladveren en hydraulische schokdempers. In het laatste productiejaar, 1936, kwam er een tweede uitvoering met een grotere (1330 cc) motor.

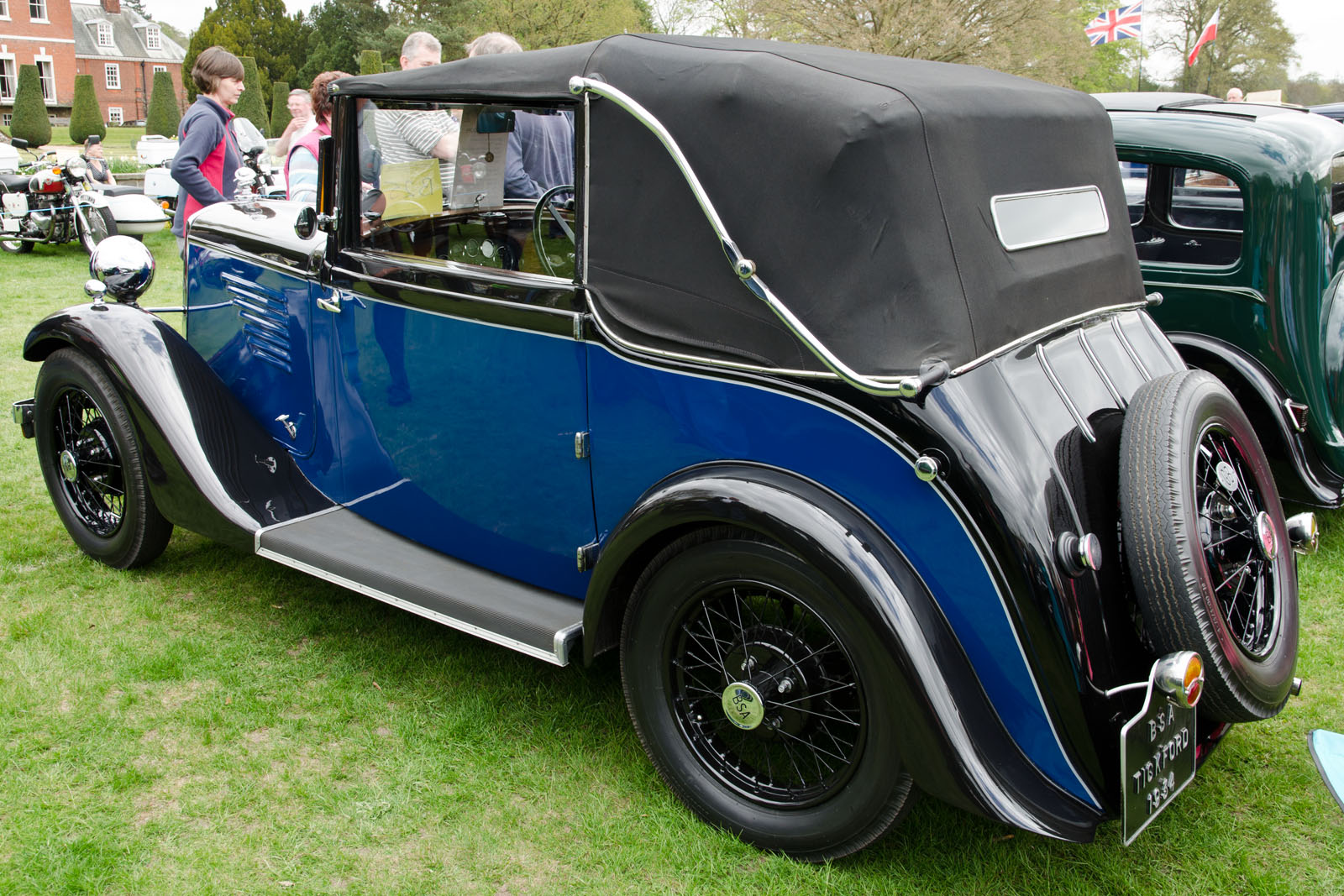
Tickford bouwde carrosseriën voor de BSA Ten. Dit is het Model T10-B Coupé uit 1934

.

### Carrosseriën en prijzen
Het was in die tijd mogelijk om van een fabrikant alleen het chassis met de aandrijving te kopen en die te (laten) voorzien van een andere carrosserie. De basisprijs voor een BSA-chassis met motor en aandrijflijn was 175 pond. De basisprijs met de standaard, door de Pressed Steel Company gebouwde carrosserie en leren bekleding was 240 Pond (ter vergelijking: de Lanchester 10 kostte 315 pond). De cabrioletversie kostte 230 pond. Vanaf 1934 kon men ook andere carrosseriën bestellen. De Peerless Coupé kostte 268 pond, de Varsity Saloon 265 pond en de door Tickford geleverde Foursome kostte 290 pond.

## Technische gegevens
| BSA Ten Saloon         | BSA Ten Saloon        |
| ---------------------- | --------------------- |
| Periode                | 1932-1936             |
| Categorie              | Light Saloon          |
| Motortype              | Zijklepmotor          |
| Bouwwijze              | Viercilinderlijnmotor |
| Koeling                | Thermosifon           |
| Boring                 | 63,5 mm               |
| Slag                   | 95,0 mm               |
| Cilinderinhoud         | 1185 cc               |
| Carburateur(s)         | Solex                 |
| Smeersysteem           | Wet-sump              |
| Max. Vermogen          | 28 pk bij 4.000 tpm   |
| Topsnelheid            | 95 km/h               |
| Koppeling              | Vloeistofkoppeling    |
| Versnellingen          | 4 (automaat)          |
| Secundaire aandrijving | Cardanas              |
| Remmen                 | Trommelremmen         |